# Bedieningsorgaan

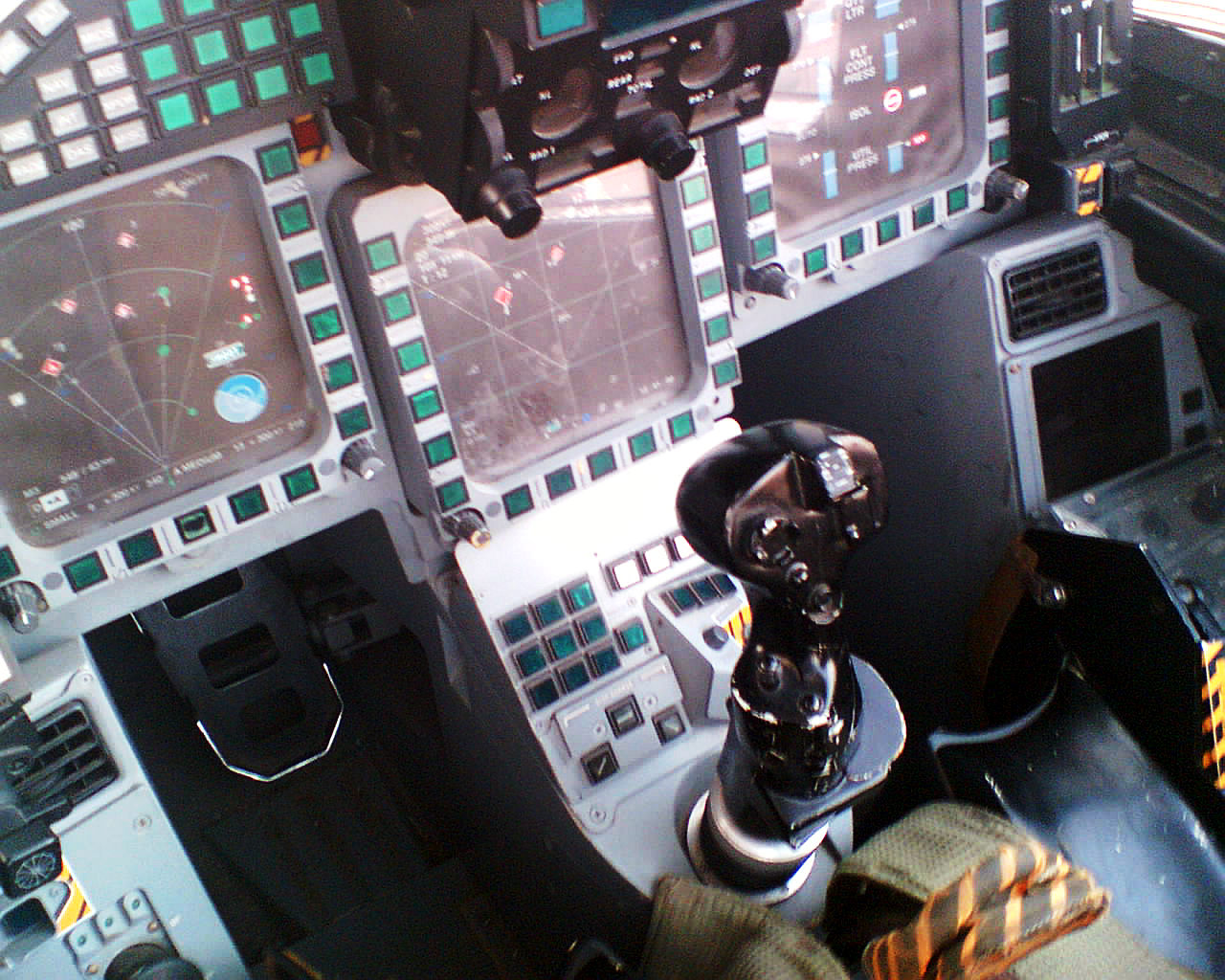
Bedieningsorganen in de cockpit van de Eurofighter Typhoon.

Een bedieningsorgaan is een object waarmee invloed kan worden uitgeoefend op een systeem. Bedieningsorganen zijn een onderdeel van een mens-machine-interface, en bevinden zich op de systeemgrens. Het ontwerpen van bedieningsorganen is een belangrijke component van ergonomie. Bedieningsorganen kunnen mechanisch, pneumatisch, hydraulisch, elektrisch of elektronisch van aard zijn, of een combinatie daarvan. 
Bedieningsorganen worden vaak uitgevoerd in de vorm van een knop, hendel of wiel, maar er zijn ook andere mogelijkheden. De bediening geschiedt vaak met de hand of de voet, maar voor bijvoorbeeld gehandicapten worden er vaak speciale bedieningsorganen gemaakt die met andere lichaamsdelen bediend kunnen worden. Wanneer er complexe handelingen moeten worden uitgevoerd worden er vaak meerdere bedieningsorganen samen in een bedieningspaneel verwerkt.
De fysieke belichaming van een bedieningsorgaan erodeert. Bijvoorbeeld de bedieningsorganen van software, zogeheten widgets, bestaan alleen in de vorm van gekleurde pixels op een beeldscherm. Er wordt ook onderzoek gedaan naar neurale interfaces, zodat apparaten met de gedachten bediend kunnen worden.

## Lijst van bedieningsorganen
- Deurkruk
- Helmstok
- Hendel
- Joystick
- Knop
- Muis
- Pedaal
- Stuurknuppel
- Stuurwiel
- Toets
- Toetsenbord
- Trekker
- Versnellingspook
- Widget